# CrossFire (jeu vidéo, 2007)
Pour les articles homonymes, voir Crossfire.
CrossFire est un jeu vidéo de tir à la première personne développé et édité par Smilegate Entertainment, sorti en 2007 sur Windows.
Une version Xbox One a été annoncé lors de l'E3 2019 et du X019 sous le nom CrossFireX. Le développement de cette version sera conjointement réalisé par Smilegate pour la partie mulitijoueur et Remedy Entertainment pour la partie solo.

## Accueil
Grâce à sa popularité en Asie, plus particulièrement en Chine et en Corée du Sud, CrossFire a été pour un temps l'un des jeux de tir les plus joués au monde quant au nombre de joueurs, cumulant plus de 660 millions de joueurs à travers le monde. En 2014, il était le jeu en ligne le plus rentable, contribuant de manière notable à la croissance de l'entreprise chinoise Tencent et est devenu l'un des plus gros succès de tous les temps avec plus 10,8 milliards de dollars de revenus cumulés en 2018.